# Skorzewo (gromada)
Skorzewo (od 1 I 1962 Kościerzyna) – dawna gromada, czyli najmniejsza jednostka podziału terytorialnego Polskiej Rzeczypospolitej Ludowej w latach 1954–1972.
Gromady, z gromadzkimi radami narodowymi (GRN) jako organami władzy najniższego stopnia na wsi, funkcjonowały od reformy reorganizującej administrację wiejską przeprowadzonej jesienią 1954 do momentu ich zniesienia z dniem 1 stycznia 1973, tym samym wypierając organizację gminną w latach 1954–1972.
Gromadę Skorzewo z siedzibą GRN w Skorzewie utworzono – jako jedną z 8759 gromad na obszarze Polski – w powiecie kościerskim w woj. gdańskim na mocy uchwały nr 18/III/54 WRN w Gdańsku z dnia 5 października 1954. W skład jednostki weszły obszary dotychczasowych gromad Kaliska Kościerskie i Nowa Wieś Kościerska ze zniesionej gminy Kościerzyna w tymże powiecie oraz obszar dotychczasowej gromady Skorzewo ze zniesionej gminy Stężyca w powiecie kartuskim w tymże województwie. Dla gromady ustalono 14 członków gromadzkiej rady narodowej.
1 stycznia 1960 siedzibę gromady Skorzewo przeniesiono do miasta Kościerzyny w tymże powiecie, zachowując jednak nazwę gromada Skorzewo; równocześnie do gromady Skorzewo włączono miejscowości Fingerowa Huta, Strzelnica, Kościerzyna-Nadleśnictwo i Wierzysko z gromady Korne oraz miejscowości Stawiska, Małe Stawiska, Szenajda, Sarnowy i Wielki Podleś ze zniesionej gromady Stawiska w tymże powiecie.
31 grudnia 1961 z gromady Skorzewo wyłączono miejscowość Strzelnica, włączając ją do miasta Kościerzyny w tymże powiecie.
1 stycznia 1962 do gromady Skorzewo włączono miejscowości Gostomie, Korne, Nowa Karczma, Łubiana, Wieprznica, Owśnica, Garczyn, Glinki, Wygoda, Złotowo, Kania, Plon, Owśniczka i Syrowo ze zniesionej gromady Korne w tymże powiecie, po czym gromadę Skorzewo zniesiono, zmieniając nazwę jednostki na gromada Kościerzyna (siedziba gromady Skorzewo znajdowała się od 1960 w Kościerzynie).